# Секачова Ірина В'ячеславівна
Іри́на В'ячесла́вівна Секачо́ва (нар. 21 липня 1976, Васильків) — українська метальниця молота. Рекордсменка України.

## Життєпис
Народилася 1976 року у місті Васильків (Київська область).
Срібна призерка Чемпіонату України з легкої атлетики-1998 та Всеукраїнських літніх спортивних ігор-1999.
Чемпіонка України 2000, 2001, 2002, 2003, 2004, 2005 й 2006 років.
На літніх Олімпійських-іграх 2004 посіла восьме місце — коло 1: 71.63 метра, фінал: 70.40 метра.
Бронзова призерка Всеукраїнських літніх спортивних ігор-2007.
На літніх Олімпійських іграх-2008 посіла 12-ту позицію.
Найкращий особистий кидок — 74,52 метра, досягнутий 2 липня 2008 в Києві.
Станом на березень 2017 року — спортсмен-інструктор з олімпійських видів спорту спортивної команди спортивного комітету Державної прикордонної служби України.
14 червня 2017 року встановила світовий рекорд — в Конча-Заспі на Всеукраїнських змаганнях по метаннях пам'яті Леоніда Смєлаша — результат 67 м 57 см. Зафіксовано як світовий рекорд серед жінок у віковій категорії 40+.